# Lía Labaronne
Lía Labaronne fue una primera bailarina de danza clásica y coreógrafa ítalo- argentina.

## Carrera
Estudió danza de muy joven en 1949, cuando se une al Ballet Stylos dirigido por Luisa Grinberg. Luego se perfeccionó en la escuela de la alemana Renate Schottelius.
A partir de 1960 fue junto con Nora Irinova, Jorge Tomín, Beatriz Vanasco, Rada Eichembauns, Alfredo Caruso y  Oscar Araiz, directora del elenco estable del cuerpo de danza de ballet clásico de la Escuela de Danza de la Provincia de Tucumán.
Puso su coreografía a obras como L´Ormindo, El amor por tres naranjas, Doktor Faust, Martín Fierro, Amigos de la danza y Ollantay.
Hizo giras en La Paz, Lima, Bogotá, Panamá, Caracas, Río de Janeiro, México y Estados Unidos. Además fue docente y perfeccionó en el arte de la danza clásica a populares bailarines como Claudia Lefel y Ángel Hakimian.

## Obra

### Como bailarina
- 1964: Ollantay con Jorge Petraglia, Enrique Fava, Milagros de la Vega, Luis Brandoni, Walter Santa Ana y Miguel Padilla
- 1967: Llanto

### Como coreógrafa
- El amor por tres naranjas
- Juventudes musicales de la Argentina
- Parsifal
- Vía Crucis
- Doktor Faust
- Martín Fierro
- Movimientos
- Amigos de la Danza
- Ollantay

### Como asistente creativa
- Jettatore

### Como asistente de arte visual
- Las mujeres sabias